# Novantinoe pegnai
Novantinoe pegnai är en skalbaggsart som först beskrevs av Hüdepohl 1989.  Novantinoe pegnai ingår i släktet Novantinoe och familjen långhorningar. Inga underarter finns listade i Catalogue of Life.